# Востоков Олександр Христофорович
Востоков Олександр Христофорович (нім. Alexander Woldemar Osteneck; рос. Востоков Александр Христофорович; 27 березня 1781, Аренсбург, Естонія — 20 лютого 1864, Санкт-Петербург, Росія) — російський філолог, поет, письменник, перекладач, основоположник вітчизняного слов'янознавства, доктор філософії Тюбінгенського університету, член-кореспондент Німецької Академії наук, доктор філології Празького університету, почесний член Московського та Харківського університетів, член Російської академії, академік Петербурзької академії наук.

## Наукова діяльність
Олександр Христофорович Востоков розробив основи порівняльно-історичної фонетики i граматики слов'янських мов, наголосив на різниці між слов'янськими мовами давньої та сучасної епохи, визначив хронологічні рамки найважливіших історичних змін у складі слов'янських мов, подав зразки конкретного опису мови і палеографічних особливостей давніх писемних пам'яток.
У студії «Рассуждение о славянском языке, служащее введением к грамматике сего языка, составляемой по древнейшим оного письменным памятникам» (1820) Олександр Востоков стверджував, що всі слов'янські мови у глибокій давнині були дуже близькими одна до одної граматичними формами. Важливим джерелом вивчення слов'янських мов він вважав старослов'янську мову, на яку були перекладені богослужбові книги з грецької мови.
Науковець охарактеризував фонетичне значення зредукованих голосних ь, ъ, зазначив, що г, к, х не можуть сполучатися з голосними переднього ряду, вказав, що короткі прикметники змінювалися за зразком іменників, а повні — виникли на основі приєднання вказівних займенників до коротких форм, визначив носовий характер юсів.
Олександр Христофорович Востоков глибоко проаналізував особливості мови Остромирова євангелія. Це дало можливість співвіднести російську мову з південно- i західнослов'янськими мовами в галузі фонетики, граматики i лексики. Упродовж 1858–1861 років мовознавець видав два томи «Словаря церковнославянского языка».
Значну увагу він приділив вивченню орфографічних особливостей писемних пам'яток. На основі ознак, які спостерігалися в пам'ятках, науковець поділяє давні кириличні тексти на чотири групи: старослов'янську, болгарську (пізню), сербську і російську. Праця Востокова «Опис російських і словенських рукописів…» вважається посібником зі слов'яно-російської палеографії.

## Наукові праці
- Востоков А. Х. Краткая история Общества любителей наук, словесности и художеств // Периодическое издание ВОЛСНХ. — 1804. — Т. 1. — С. 1—19. — Прочитано в ВОЛСНХ 19 ноября 1804 г.
- Востоков А. Х. Задача любителям этимологии // Санкт-Петербургский Вестник. — СПб.: 1812. — Т. I. — № 2.
- Опыты лирические и другие мелкие сочинения в стихах А. Востокова. — СПб., 1805—1806. — Т. 1—2.
- Востоков А. Х. Опыт о русском стихосложении. — изд. 2-е. — СПб., 1817.
- Стихотворения Александра Востокова: В трех книгах. — СПб., 1821.
- Востоков А. Х. Сокращенная русская грамматика для употребления в низших учебных заведениях. — СПб., 1831.
- Русская грамматика Александра Востокова, по начертанию его же сокращенной грамматики полнее изложенная. — СПб., 1831.
- Востоков А. Х. Описание рукописей Румянцевского музеума // Журнал Министерства народного просвещения. — 1837. — № 6.
- Востоков А. Х. Описание русских и словенских рукописей Румянцевского музеума. — СПб., 1842.
- Востоков А. Х. Издание Остромирова Евангелия. — СПб., 1843.
- Востоков А. Х. Опыт областного великорусского словаря. — СПб., 1852.
- Востоков А. Х. Рассуждение о славянском языке, служащее введением к Грамматике сего языка, составляемой по древнейшим оного письменным памятникам. — 1820.[рукопись; часть этой работы под названием «Рассуждение о славянском языке» была опубликована в «Трудах Общества по изучению русской словесности», XVII, 1856; в полном виде работа издана И. Срезневским под названием Рассуждение о славянском языке // Филологические наблюдения А. Х. Востокова. — СПб.: 1865.
- Востоков А. Х. Словарь церковнославянского языка. — СПб., 1858—1861. — Т. 1—2.
- Востоков А. Х. Грамматика церковнославянского языка, изложенная по древнейшим оного письменным памятникам. — СПб.: В типографии Императорской Академии наук, 1863.
- Филологические наблюдения А. Х. Востокова / издал И. Срезневский. — СПб., 1864.
- Востоков А. Х. Стихотворения. — 1935.